# Розваж (Рівненський район)
Розва́ж —  село Острозької міської громади , в Рівненському районі Рівненської області в Україніі. Населення становить 1123 осіб.

## Географія
Село Розваж лежить у мальовничих місцях під горою Острозько-Дубнівського плато. Паралельно селу з півдня на північ протікає річка Горинь, на берегах якої ростуть верба і верболіз. Весною під час повені річки Горинь на просторі більше 20 км. в далину - вид на околицю села досить привабливий.

## Історія
З почутих, нотованих фрагментів народних оповідей дізнаємось, що на цих благодатних землях заснував своє поселення київський вельможа  Розвад, котрий у княжі часи якось завітав до Острога й згодом подався в околишні мандри, які його безмежно полонили. Одного разу забрів аж до пригоринської висоти, яка зачарувала його своєю красою. “Отут, - прорік мандрівник після короткої задуми, - І буде мій омріяний “град”, моя родова садиба !” І заповітна мрія княжого вельможі здійснилась, бо по деякому часі тут зросла фортечна оселя, названа його іменем .

## Пам'ятки
На південно-східній околиці села, на мисі лівого берега річки Горинь — давньоруське городище неправильно-прямокутної форми, розміром близько 120 х 130 метрів, оточене валом 8-12 метрів заввишки. За давніми переказами, все було обнесене частоколом. З напільного боку городище було за валом укріплене ще ровом і другим, нижчим валом. В'їзд на городище знаходився з його південного боку.
Визначним об'єктом історично-культурного спадку краю в Розважі виступає церква Святих Кузьми і Дем'яна, яка визнана пам'яткою національного значення.

## Символіка
Герб села Розваж має геральдичний щит «іспанської» форми, характерної для західноукраїнських гербів (закруглений знизу квадрат), розділений вило-подібно. Щит обрамований декоративним картушем i увінчаний золотою сільською короною. Співвідношення пропорцій висоти до ширини щита 8:7.
Щит розділений вило-подібно на червоний, синій та зелений фони, а геральдичні елементи зображено золотом та сріблом. Верхнє червоне поле зі срібним лапчастим хрестом засвідчує приналежність території села до історичної Волині та сучасної Рівненської області. Хрест, як символ християнства, свідчить про те, що Волинські території, в тому числі й село Розваж, усвідомлювали себе як споконвічні православні землі. На геральдичній правій стороні щита, в правому нижньому куті на синьому полі розміщено один із елементів геральдичної символіки князів Острозьких. Даний символ складається з двох елементів золотого кольору: у верхній частині «Огоньчик» зі стрілою («острога»), з’єднаною з половиною кільця у вигляді веселки золотого кольору; нижня частина – «Леліва» – з шестикутною зіркою, під якою півмісяць, повернутий вгору ріжками. Дана геральдична фігура засвідчує приналежність території села Розваж до відання князів Острозьких. На геральдичній лівій стороні щита, у лівому нижньому куті на зеленому полі розміщено срібне зображення двох святих безсеребреників та чудотворців Косму і Даміана з золотими німбами. У 1782 році на їх честь у селі Розваж було збудовано та освячено церкву. З цього часу святі є небесними покровителями села. 14 листопада жителі Розваж вшановують пам'ять святих Косми і Даміана. Під гербом розміщена жовта стрічка з написом «Розваж» темно – жовтого кольору.
Кольори герба символізують:
- червоний – хоробрість, мужність, любов, а також кров пролиту в боротьбі;
- синій – символ неба та води, величі та краси;
- зелений – надію, свободу та радість, а також родючість землі, лугову траву;
- золото – знатність, могутність та багатство, а також християнські чесноти: віру, справедливість, милосердя та смирення;
- срібло – благородство, відвертість, чистота, невинність, правдивість, довершеність, славу.

## Релігія
З книги Н. И. Теодоровича: “Церква Косьми і Даміана побудована 1781 року коштами поміщика Ломлевського та прихожан. Дерев’яна, міцна, покрита жерстю, з такою ж, побудованою окремо, дзвіницею. Іконостас – весь визолочений, 6-ти ярусний”.
В 2011 році громада Московського Патріархату, якій тоді належав храм, знищила церкву, її просто розібрали і спалили, бо була дерев'яна. Через декілька років дійшла черга й до іконостасу. Його теж порізали і викинули в хлів за дзвіницю. В шифері на хліві були величезні дірки, тому дощ поступово руйнував ікони, які потрапили під дощові струмені. Дияконські двері із зображенням архангела Гавриїла потрапили під дірку в стелі, тому зображення там було повністю знищене. Архангелу Михаїлу пощастило більше – його поставили під стінку. Зараз йде процес реставрації того, що ще можна врятувати.
Церква перебудована 2011 року. Саме в цьому році можна було востаннє побачити ще стару автентичну церкву. Нині церква виглядає по-сучасному. Реставрація призвела до повного знищення старої церкви і побудови нової, дерев’яної, і на 1-2 метра ширшої.
Прихожани та священнослужителі заявляли, що церква знаходиться у аварійному стані і потребує негайного ремонту. Львівськими фахівцями було складено проект реставрації вартістю майже мільйон гривень. Звичайно таких грошей ні влада, ні віряни не знайшли. Тому останні вирішили самостійно відновлювати храм. Але замість того, щоб поступово замінювати трухляві елементи, навколо старої церкви звели нову, а старі конструкції спалили на церковному подвір'ї.

## Відомі люди
- Селецький Федір Йосипович — сотник Армії УНР, загинув у бою за село.
- Цинко Павло Миколайович - пастор церкви Християн Віри Євангельської.
- Зайчук Олександр - військовослужбовець ЗСУ.[2]